# Superliga de Suiza 2017-18
La temporada 2017-18 fue la 121.ª temporada de la Superliga de Suiza, la máxima categoría del fútbol profesional en Suiza. Por motivos de patrocinio la liga es llamada Raiffeisen Super League, el torneo comenzó el 22 de julio de 2017 y finalizó el 19 de mayo de 2018. El BSC Young Boys de la ciudad de Berna se coronó campeón después de 32 años.

## Ascensos y descensos
| Pos. | de la Superliga de Suiza 2016-17 |
| ---- | -------------------------------- |
| 10.º | FC Vaduz                         |

| Pos. | de la Challenge League 2016-17 |
| ---- | ------------------------------ |
| 1.º  | FC Zürich                      |

## Equipos participantes
| Club           | Ciudad   | Estadio                      | Capacidad |
| -------------- | -------- | ---------------------------- | --------- |
| FC Basilea     | Basilea  | St. Jakob Park               | 38,512    |
| Grasshopper    | Zúrich   | Letzigrund                   | 23,605    |
| FC Lucerna     | Lucerna  | Swissporarena                | 17,500    |
| AC Lugano      | Lugano   | Stadio Comunale di Cornaredo | 15,000    |
| FC Sion        | Sion     | Stade de Tourbillon          | 16,500    |
| FC St. Gallen  | San Galo | AFG Arena                    | 19,694    |
| FC Thun        | Thun     | Arena Thun                   | 10,000    |
| BSC Young Boys | Berna    | Stade de Suisse              | 31,783    |
| Lausanne-Sport | Lausana  | Stade de La Pontaise         | 15,850    |
| FC Zürich      | Zúrich   | Letzigrund                   | 23,605    |

### Personal y uniformes
| Equipo         | Entrenador         | Capitán              | Firma deportiva | Patrocinador                           |
| -------------- | ------------------ | -------------------- | --------------- | -------------------------------------- |
| Basel          | Raphaël Wicky      | Marek Suchý          | Adidas          | Novartis                               |
| Grasshopper    | Murat Yakin        | Milan Vilotić        | Puma            | Fromm                                  |
| Lausanne-Sport | Fabio Celestini    | Alain Rochat         | Adidas          | Banque Cantonale Vaudoise              |
| Lugano         | Pierluigi Tami     | Jonathan Sabbatini   | Acerbis         | AIL                                    |
| Luzern         | Gerardo Seoane     | Claudio Lustenberger | Adidas          | Otto’s                                 |
| Sion           | Maurizio Jacobacci | Anton Mitryushkin    | Erreà           | AFX Group                              |
| St. Gallen     | Giorgio Contini    | Daniel Lopar         | Jako            | St.Galler Kantonalbank                 |
| Thun           | Marc Schneider     | Dennis Hediger       | Nike            | Panorama Center, Schneider Software AG |
| Young Boys     | Adi Hütter         | Steve von Bergen     | Nike            | Obi                                    |
| Zürich         | Ludovic Magnin     | Andris Vaņins        | Nike            |                                        |

## Tabla de posiciones
- Actualización final el 20 de mayo de 2018.[3]

| Pos. | Equipo             | Pts. | PJ | G  | E  | P  | GF | GC | Dif. | Clasificación o descenso                                      |
| ---- | ------------------ | ---- | -- | -- | -- | -- | -- | -- | ---- | ------------------------------------------------------------- |
| 1    | BSC Young Boys (C) | 84   | 36 | 26 | 6  | 4  | 84 | 41 | +43  | Clasifica a Liga de Campeones de la UEFA 2018-19              |
| 2    | FC Basilea         | 69   | 36 | 20 | 9  | 7  | 72 | 36 | +36  | Clasifica a Liga de Campeones de la UEFA 2018-19              |
| 3    | FC Lucerna         | 54   | 36 | 15 | 9  | 12 | 51 | 51 | 0    | Tercera fase clasificatoria de Liga Europa de la UEFA 2018-19 |
| 4    | FC Zürich          | 49   | 36 | 12 | 13 | 11 | 50 | 44 | +6   | Segunda fase clasificatoria de Liga Europa de la UEFA 2018-19 |
| 5    | FC St. Gallen      | 45   | 36 | 14 | 3  | 19 | 52 | 72 | −20  | Segunda fase clasificatoria de Liga Europa de la UEFA 2018-19 |
| 6    | FC Sion            | 42   | 36 | 11 | 9  | 16 | 53 | 56 | −3   |                                                               |
| 7    | FC Thun            | 42   | 36 | 12 | 6  | 18 | 53 | 68 | −15  |                                                               |
| 8    | FC Lugano          | 42   | 36 | 12 | 6  | 18 | 38 | 55 | −17  |                                                               |
| 9    | Grasshopper Zürich | 39   | 36 | 10 | 9  | 17 | 43 | 52 | −9   |                                                               |
| 10   | Lausanne-Sport     | 35   | 36 | 9  | 8  | 19 | 46 | 67 | −21  | Descendido a la Swiss Challenge League                        |

 Fuente: Swiss Super League
Criterios de clasificación: 1) Puntos; 2) puntos entre sí; 3) diferencia de goles; 4) Goles marcados.

## Goleadores
- Actualización final.

| Pos | Jugador               | Club             | Goles |
| --- | --------------------- | ---------------- | ----- |
| 1   | Albian Ajeti          | FC Basilea       | 17    |
| 2   | Guillaume Hoarau      | Young Boys Berna | 15    |
| 3   | Jean-Pierre Nsame     | Young Boys Berna | 13    |
| 3   | Marvin Spielmann      | FC Thun          | 13    |
| 5   | Michael Frey          | FC Zürich        | 12    |
| 5   | Roger Assalé          | Young Boys Berna | 12    |
| 7   | Ricky van Wolfswinkel | FC Basilea       | 11    |
| 7   | Pascal Schürpf        | FC Lucerna       | 11    |
| 7   | Simone Rapp           | FC Thun          | 11    |
| 7   | Miralem Sulejmani     | Young Boys Berna | 11    |
| 7   | Mohamed Elyounoussi   | FC Basilea       | 11    |
| 7   | Christian Fassnacht   | Young Boys Berna | 11    |

## Challenge League
La Challenge League es la segunda categoría del fútbol en Suiza. El primer clasificado asciende a la Superliga, y el último (décimo) clasificado, desciende a la Promotion League.
| Club               | Ciudad          | Estadio                | Capacidad |
| ------------------ | --------------- | ---------------------- | --------- |
| FC Aarau           | Aarau           | Stadion Brügglifeld    | 9,249     |
| FC Chiasso         | Chiasso         | Stadio Comunale        | 5,000     |
| Neuchâtel Xamax    | Neuchâtel       | Stade de la Maladière  | 11,997    |
| FC Rapperswil-Jona | Rapperswil-Jona | Stadion Grünfeld       | 2,500     |
| Servette FC        | Ginebra         | Stade de Genève        | 30,084    |
| FC Schaffhausen    | Schaffhausen    | LIPO Park Schaffhausen | 8,200     |
| FC Vaduz           | Vaduz           | Rheinpark Stadion      | 7,584     |
| FC Wil             | Wil             | Stadion Bergholz       | 6,958     |
| FC Winterthur      | Winterthur      | Schützenwiese          | 8,550     |
| FC Wohlen          | Wohlen          | Stadion Niedermatten   | 3,624     |

### Tabla de posiciones
- Actualizado el 20 de mayo de 2018.

| Pos. | Equipo          | Pts. | PJ | G  | E  | P  | GF | GC | Dif. | Ascenso o descenso                   |
| ---- | --------------- | ---- | -- | -- | -- | -- | -- | -- | ---- | ------------------------------------ |
| 1    | Neuchâtel Xamax | 85   | 36 | 26 | 7  | 3  | 82 | 39 | +43  | Ascenso a la Superliga Suiza         |
| 2    | FC Schaffhausen | 64   | 36 | 21 | 1  | 14 | 70 | 51 | +19  |                                      |
| 3    | Servette FC     | 62   | 36 | 17 | 11 | 8  | 56 | 38 | +18  |                                      |
| 4    | FC Vaduz        | 59   | 36 | 16 | 11 | 9  | 66 | 50 | +16  |                                      |
| 5    | Rapperswil-Jona | 56   | 36 | 16 | 8  | 12 | 53 | 45 | +8   |                                      |
| 6    | FC Aarau        | 44   | 36 | 12 | 8  | 16 | 53 | 62 | −9   |                                      |
| 7    | FC Wil          | 39   | 36 | 9  | 12 | 15 | 40 | 50 | −10  |                                      |
| 8    | FC Chiasso      | 36   | 36 | 11 | 6  | 19 | 42 | 60 | −18  |                                      |
| 9    | FC Winterthur   | 32   | 36 | 7  | 11 | 18 | 45 | 60 | −15  |                                      |
| 10   | FC Wohlen       | 18   | 36 | 3  | 9  | 24 | 41 | 93 | −52  | Descenso a la Swiss Promotion League |

 Fuente: Swiss Challenge League
Criterios de clasificación: 1) Puntos; 2) puntos entre sí; 3) diferencia de goles; 4) Goles marcados.
Notas:
1. ↑  Al FC Chiasso se le dedujeron tres puntos por infracción a las reglas de licencia.[5]
2. ↑  Al FC Wohlen se le suspendió la solicitud de licencia y no continuará en el fútbol profesional en la temporada 2018-19.[6][7]